# Ленинский район (Крым)
Ле́нинский райо́н (укр. Ленінський район, крымскотат. Еди Къую районы, Yedi Quyu rayonı) — административно-территориальная единица (район) и одноимённое муниципальное образование (муниципальный район) в Республике Крым Российской Федерации (согласно позиции России, фактически контролирующей Крым). Упразднённый район Автономной Республики Крым Украины (согласно позиции Украины).
Занимает территорию Керченского полуострова в восточной части республики и южную часть Арабатской стрелки. Самый крупный по площади район Крыма. Омывается водами Азовского моря на севере, Чёрного на юге и Керченского пролива на востоке.
Административный центр района — пгт Ленино.
Всю территорию района занимает холмистая равнина. Интересной природной достопримечательностью являются грязевые вулканы. На территории района находится много памятников древней истории Крыма, связанных с периодом Боспорского государства, в состав которого некогда входила вся территория Керченского полуострова. Наиболее известным из них является построенный боспорскими царями оборонительный вал, пересекающий Керченский полуостров от Азовского моря на севере до Чёрного на юге.
На территории района находятся Опукский (мыс Опук) и Казантипский (мыс Казантип) заповедники, заказники Арабатский и Астанинские плавни.

## География

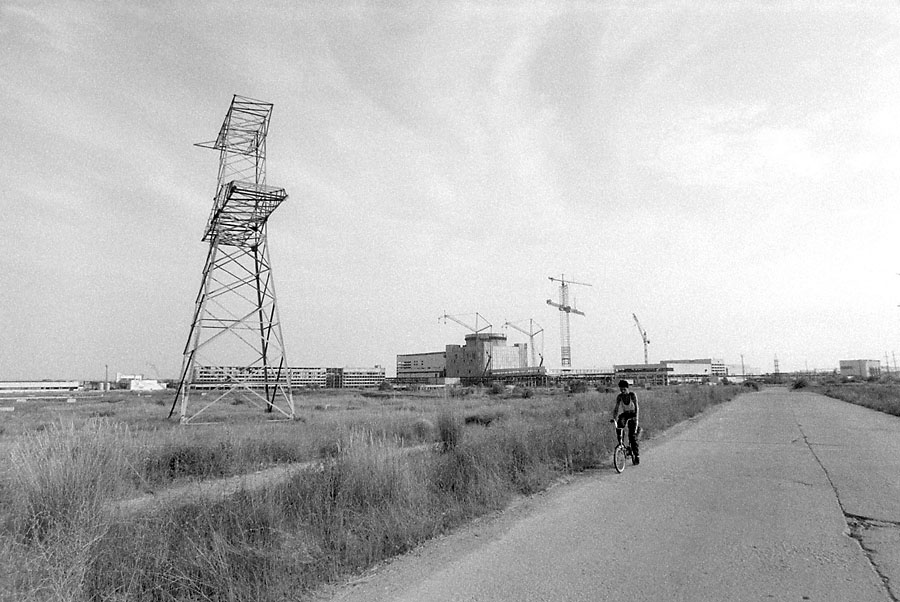
Замороженная стройка Крымской АЭС (1999)

Рельеф Керченского полуострова делится на две части, разграниченные невысоким Парпачским гребнем. Юго-западная часть — полого-волнистая равнина, однообразный характер рельефа которой перемежается изолированными высотами (Кончек, Дюрмень, грязевая сопка Джау-Тепе). Для северо-восточной части характерен волнисто-грядистый рельеф с известняковыми гребнями, их кое-где венчают холмы с рифовыми известняками (рифовый мыс Казантип). В котловинах, которые разделяют эллиптические по форме гряды, кое-где поднимаются характерные для полуострова сопки грязевых вулканов. Узунларское и Акташское — крупнейшие озёра района и Керченского полуострова.
Полезные ископаемые района: железняк, стеклянное сырьё, облицовочные камни, керамзитовое сырьё. Минеральные соли озера Сиваш и соляных озёр (в частности, Тобечикского и Узунларского) — важная сырьевая база химической промышленности.
В районе — несколько мест с запасами лечебных грязей (озера Чокракское, Узунларское, Тобечикское, Кояшское), минеральные грязи Булганакских грязевых сопок, богатые метаном и сероводородом. На территории Ленинского района открыто свыше 150 минеральных источников, в частности — Баксинские сероводородные источники, группа углекислых источников «Сеит-Эли», сероводородный источник «Каралар». Распространены каолиноподобные глины, открыты месторождения лечебной голубой глины.
Разработку нефтяных месторождений вели украинско-канадская фирма «Крымтехаснефть» и украинский «Черноморнефтегаз»[обновить данные]. В 1999 году в Азовском море открыто крупное месторождение газа — Северо-Казантипское.

## История

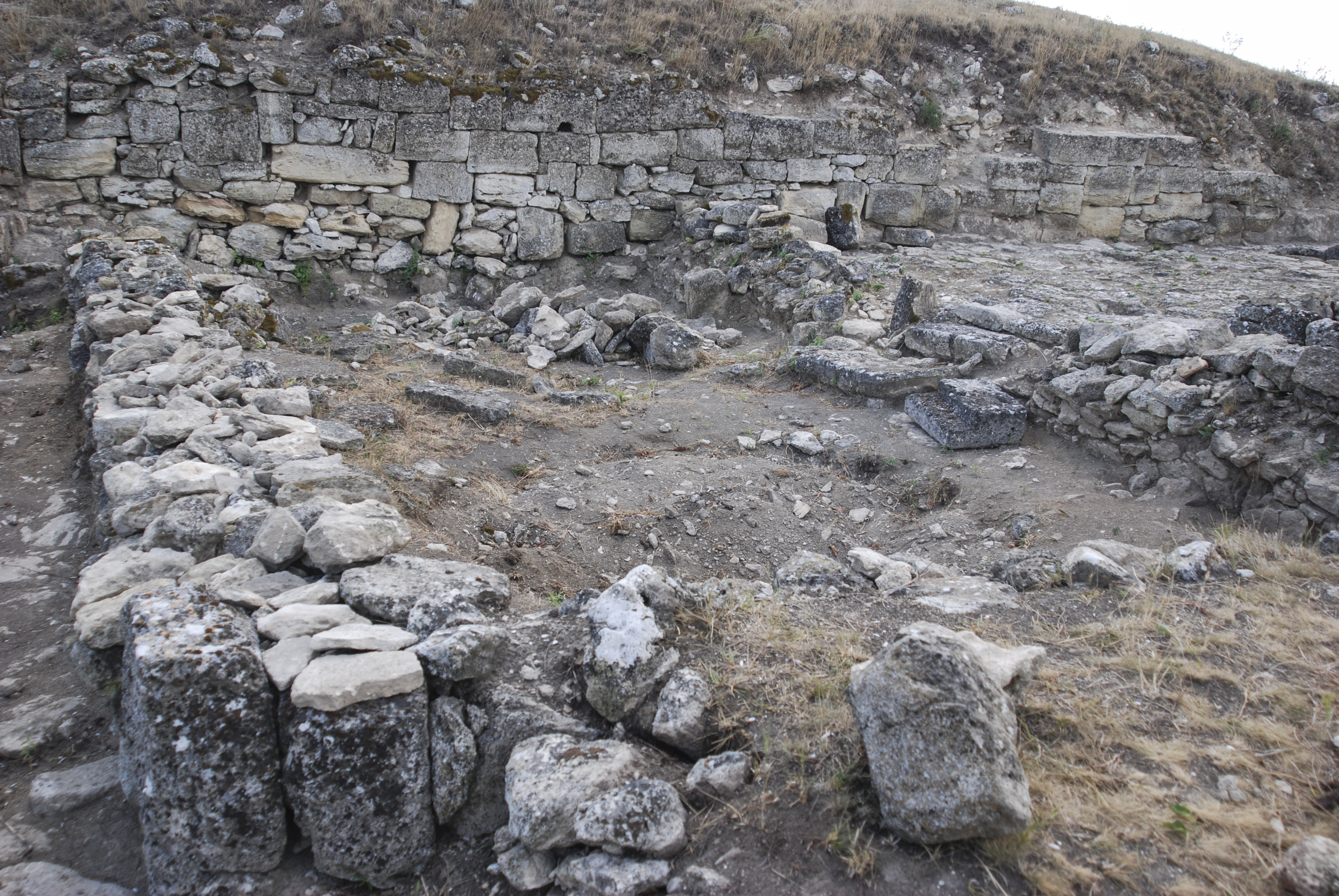
Античный город-крепость Илурат

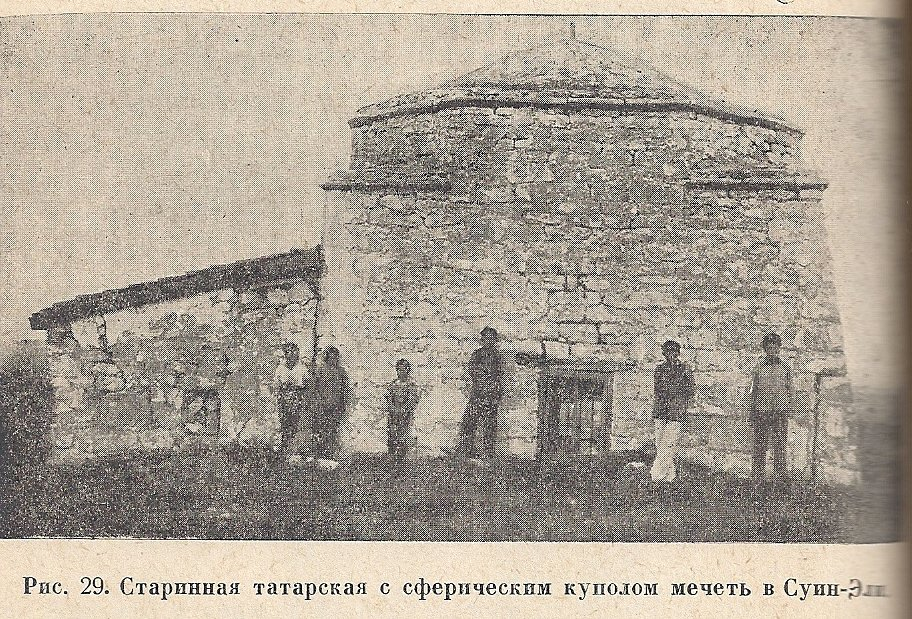
Мечеть в селе Борисовка (Суи́н-Эли́)

В начале XX века территория современного Ленинского района входила в состав Керчь-Еникальского градоначальства, Сарайминской, Петровской и Владиславовской волостей Феодосийского уезда Таврической губернии Российской империи. Население Керченского полуострова составляло свыше 40 тыс. человек.
19 марта 1914 года в 50 верстах от Феодосии в 7 часов утра началось извержение кратера сопки Джау-тепе. Извержению предшествовал глухой подземный гул. Сначала из кратера стало вылетать в виде ракет синеватое пламя, затем повалил дым и, наконец, фонтаном полилась жидкая серая грязь, которую подбрасывало на высоту до 40 сажен. Выброшенная сероватая грязь, сначала горячая, но быстро охладевшая, залила овраги и восемь десятин посевов. Кратер, бывший диаметром в аршин, после обвала представлял зияющую дыру в 20 сажен в диаметре.
Советская власть была установлена здесь в январе 1918 года. В период немецкой оккупации и временного поражения советской власти (1918—1920 гг.) полуостров стал местом партизанского движения и действия большевистского подполья. В ноябре 1920 года части Красной Армии вступили на территорию полуострова, советская власть была установлена на длительное время. В декабре 1920 года Петровская и Сарайминская волости вместе с территорией градоначальства получили статус отдельного уезда с центром в Керчи. В январе 1921 года волости были ликвидированы, на их месте образовались Петровский (с июля 1921 года — Ленинский) и Керченский районы в составе уезда, который в октябре 1921 года был преобразован в Керченский округ в составе Крымской АССР. В октябре 1923 года округ реорганизован в Керченский район, а районы, которые входили в состав округа, — ликвидированы. В октябре 1930 года район стал именоваться Ленинским, а его центром стал пгт. Ленино. Одновременно Ленинскому району была передана часть территорий Феодосийского района.
После окончания боевых действий 1918—1920 годов крестьяне получили землю, отдельные хозяйства объединились в сельхозартели, коммуны, общества. В бывших экономиях образовывались совхозы.
В 1925 году в районе насчитывалось 16 артелей, в 1931 — 94 колхоза. В ходе культурного строительства открывались клубы, дома-читальни, велась борьба с неграмотностью. Вместе с тем закрывались церкви и мечети. Действовали национальные школы и сельсоветы у немцев, болгар, евреев. Многонациональное население Ленинского и Маяк-Салинского районов в 1939 году составляло 51 630 человек.

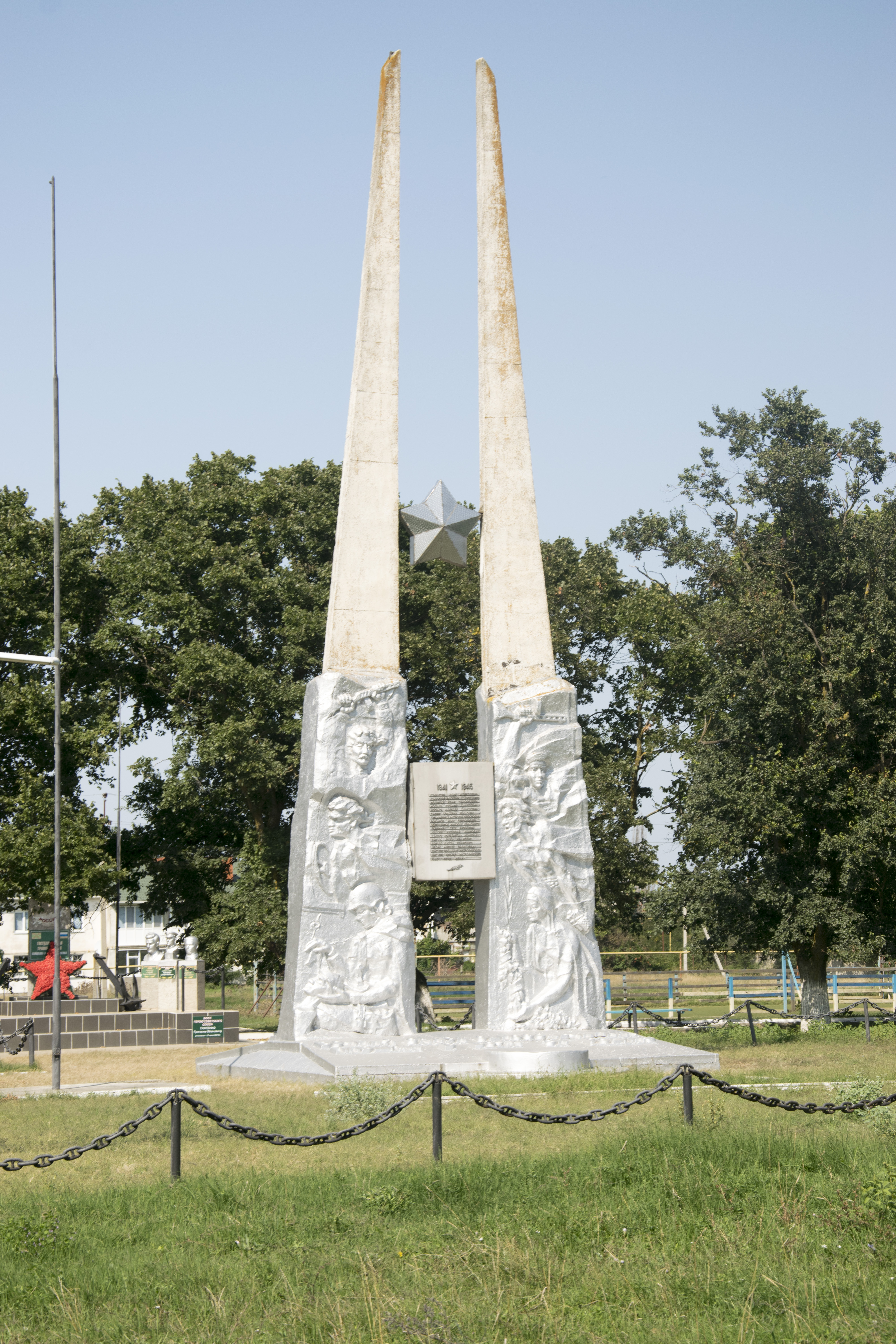
Памятный знак в честь воинов-односельчан в Чистополье

Боевые действия Великой Отечественной войны на территории Керченского полуострова охватили период с 4 ноября 1941 года по 12 апреля 1944 года с двумя периодами оккупации (ноябрь-декабрь 1941 р. и май 1942 — апрель 1944 г.). Нацисты создали на территории района 7 концлагерей. За период войны 16 населённых пунктов были разрушены, исчезли с карты полуострова.
12 мая 2016 года парламент Украины, не признающей осуществлённую в 2014 году аннексию Крыма Россией, принял постановление о переименовании Ленинского района в Едикуйский, в соответствии с законами о декоммунизации, а 17 июля 2020 года постановил объединить район и соседний Керченский горсовет в Керченский район, однако оба решения не вступали в силу до «возвращения Крыма под общую юрисдикцию Украины». 9 сентября 2023 года, несмотря на отсутствие контроля над полуостровом, вступили в силу поправки, которые ввели в действие данное постановление в отношении Крыма.

## Население
| 1939    | 1959    | 1970    | 1979    | 1989    | 2001    | 2009    | 2010    | 2011    |
| ------- | ------- | ------- | ------- | ------- | ------- | ------- | ------- | ------- |
| 23 656  | ↘17 869 | ↗57 917 | ↗63 309 | ↗77 335 | ↘69 653 | ↘63 915 | ↘63 565 | ↘63 486 |
| 2012    | 2013    | 2014    | 2015    | 2016    | 2017    | 2018    | 2019    | 2020    |
| ↘63 256 | ↘63 041 | ↘61 143 | ↘61 093 | ↘60 483 | ↘59 679 | ↘58 985 | ↘58 441 | ↘57 968 |
| 2021    |         |         |         |         |         |         |         |         |
| ↗60 327 |         |         |         |         |         |         |         |         |

По итогам переписи населения в Крымском федеральном округе по состоянию на 14 октября 2014 года численность постоянного населения района составила 61143 человека (в том числе городское — 17,37 % (или 10620 человек в городе Щёлкино); сельское — 82,33 %).
По состоянию на 1 января 2014 года численность населения района составила 62780 постоянных жителей и 62795 человек наличного населения, на 1 июля 2014 года — 62743 постоянных жителей (в том числе 22783 городских (36,3 %) и 39960 сельских) и 62758 человек наличного населения.

### Национальный состав
По данным переписей населения 2001 и 2014 годов:
| национальность  | 2001, всего, чел. | % от все- го | 2014 всего, чел. | % от все- го | % от указав- ших |
| --------------- | ----------------- | ------------ | ---------------- | ------------ | ---------------- |
| указали         |                   |              | 59878            | 97,93 %      | 100,00 %         |
| русские         | 38168             | 54,82 %      | 38352            | 62,73 %      | 64,05 %          |
| украинцы        | 15950             | 22,91 %      | 9073             | 14,84 %      | 15,15 %          |
| крымские татары | 10784             | 15,49 %      | 8289             | 13,56 %      | 13,84 %          |
| татары          | 324               | 0,47 %       | 2014             | 3,29 %       | 3,36 %           |
| белорусы        | 892               | 1,28 %       | 547              | 0,89 %       | 0,91 %           |
| армяне          | 311               | 0,45 %       | 352              | 0,58 %       | 0,59 %           |
| молдаване       | 205               | 0,29 %       | 139              | 0,23 %       | 0,23 %           |
| узбеки          | 132               | 0,19 %       | 120              | 0,20 %       | 0,20 %           |
| греки           | 124               | 0,18 %       | 97               | 0,16 %       | 0,16 %           |
| ногайцы         |                   |              | 76               | 0,12 %       | 0,13 %           |
| азербайджанцы   |                   |              | 68               | 0,11 %       | 0,11 %           |
| немцы           | 110               | 0,16 %       | 68               | 0,11 %       | 0,11 %           |
| корейцы         |                   |              | 66               | 0,11 %       | 0,11 %           |
| гагаузы         |                   |              | 55               | 0,09 %       | 0,09 %           |
| чуваши          |                   |              | 53               | 0,09 %       | 0,09 %           |
| болгары         |                   |              | 51               | 0,08 %       | 0,09 %           |
| другие          | 2629              | 3,78 %       | 458              | 0,75 %       | 0,76 %           |
| не указали      |                   |              | 1265             | 2,07 %       |                  |
| всего           | 69629             | 100,00 %     | 61143            | 100,00 %     |                  |

## Административно-муниципальное устройство
Ленинский район как муниципальное образование со статусом муниципального района в составе Республики Крым РФ с 2014 года включает 27 муниципальных образований, в том числе 1 городское поселение и 26 сельских поселений:
городское поселение:
- Щёлкино

сельские поселения:
- Багеровское
- Батальненское
- Белинское
- Виноградненское
- Войковское
- Глазовское
- Горностаевское
- Заветненское
- Ильичёвское
- Калиновское
- Кировское
- Красногорское
- Лениново
- Ленинское
- Луговское
- Марфовское
- Марьевское
- Мысовское
- Новониколаевское
- Октябрьское
- Останинское
- Приозёрновское
- Семисотское
- Уваровское
- Челядиновское
- Чистопольское

До 2014 года они составляли одноимённые местные советы: 1 городской совет, 2 поселковых совета и 24 сельских совета в рамках административного деления АР Крым в составе Украины (до 1991 года — Крымской области УССР в составе СССР).

### Населённые пункты
В состав Ленинского района входят 68 населённых пунктов, в том числе: 1 город (Щёлкино), 2 посёлка городского типа (Ленино и Багерово), 64 села и 1 посёлок (сельского типа), при этом с 2014 года все посёлки городского типа (пгт) Республики Крым также отнесены к сельским населённым пунктам:
| №  | Населённый пункт | Тип     | Историческое название         | Население (чел.) | Местный совет до 2014 года      | Муниципальное образование с 2014 года |
| -- | ---------------- | ------- | ----------------------------- | ---------------- | ------------------------------- | ------------------------------------- |
| 1  | Щёлкино          | город   |                               | ↘10 131          | Щёлкинский городской совет      | городское поселение Щёлкино           |
| 2  | Ленино           | пгт     | Семь Колодезей                | ↗7362            | Ленинский поселковый совет      | Лениново сельское поселение           |
| 3  | Багерово         | пгт     |                               | ↘3972            | Багеровский поселковый совет    | Багеровское сельское поселение        |
| 4  | Ивановка         | село    |                               | ↘127             | Багеровский поселковый совет    | Багеровское сельское поселение        |
| 5  | Батальное        | село    | Арма-Эли                      | ↘1275            | Батальненский сельский совет    | Батальненское сельское поселение      |
| 6  | Южное            | село    | Сейтджеут                     | ↘79              | Батальненский сельский совет    | Батальненское сельское поселение      |
| 7  | Ячменное         | село    | Парпач                        | ↘113             | Батальненский сельский совет    | Батальненское сельское поселение      |
| 8  | Белинское        | село    | Палапан                       | ↘368             | Белинский сельский совет        | Белинское сельское поселение          |
| 9  | Верхнезаморское  | село    |                               | ↘86              | Белинский сельский совет        | Белинское сельское поселение          |
| 10 | Золотое          | село    | Чегене                        | ↘140             | Белинский сельский совет        | Белинское сельское поселение          |
| 11 | Нижнезаморское   | село    |                               | ↗92              | Белинский сельский совет        | Белинское сельское поселение          |
| 12 | Новоотрадное     | село    | Аджи-Бай                      | ↘158             | Белинский сельский совет        | Белинское сельское поселение          |
| 13 | Станционное      | село    |                               | ↗136             | Белинский сельский совет        | Белинское сельское поселение          |
| 14 | Виноградное      | село    | Чукул Русский                 | ↘1044            | Виноградненский сельский совет  | Виноградненское сельское поселение    |
| 15 | Романово         | село    | Аргын-Тёбечик                 | ↘88              | Виноградненский сельский совет  | Виноградненское сельское поселение    |
| 16 | Войково          | село    | Катерлез                      | ↗4647            | Войковский сельский совет       | Войковское сельское поселение         |
| 17 | Бондаренково     | село    | Булганак                      | ↘600             | Войковский сельский совет       | Войковское сельское поселение         |
| 18 | Егорово          | посёлок | Сакко и Ванцетти              | ↘49              | Войковский сельский совет       | Войковское сельское поселение         |
| 19 | Курортное        | село    | Мама Русская                  | ↗202             | Войковский сельский совет       | Войковское сельское поселение         |
| 20 | Глазовка         | село    | Баксы                         | ↘1018            | Глазовский сельский совет       | Глазовское сельское поселение         |
| 21 | Осовины          | село    |                               | ↘235             | Глазовский сельский совет       | Глазовское сельское поселение         |
| 22 | Юркино           | село    | Юргаков Кут                   | ↘69              | Глазовский сельский совет       | Глазовское сельское поселение         |
| 23 | Горностаевка     | село    | Мариенталь, ранее Аккоз       | ↗2401            | Горностаевский сельский совет   | Горностаевское сельское поселение     |
| 24 | Заветное         | село    | Яныш-Такил                    | ↘1175            | Заветненский сельский совет     | Заветненское сельское поселение       |
| 25 | Костырино        | село    | Чончелек русский              | ↘45              | Заветненский сельский совет     | Заветненское сельское поселение       |
| 26 | Набережное       | село    |                               | ↘137             | Заветненский сельский совет     | Заветненское сельское поселение       |
| 27 | Яковенково       | село    |                               | ↘107             | Заветненский сельский совет     | Заветненское сельское поселение       |
| 28 | Ильичёво         | село    | Кара-Кую                      | ↗1886            | Ильичёвский сельский совет      | Ильичёвское сельское поселение        |
| 29 | Калиновка        | село    | Курпе                         | ↗2297            | Калиновский сельский совет      | Калиновское сельское поселение        |
| 30 | Кирово           | село    | Войковштадт                   | →807             | Кировский сельский совет        | Кировское сельское поселение          |
| 31 | Вулкановка       | село    | Джав-Тёбе                     | ↘129             | Кировский сельский совет        | Кировское сельское поселение          |
| 32 | Яркое            | село    | Баш-Кирги                     | ↘70              | Кировский сельский совет        | Кировское сельское поселение          |
| 33 | Красногорка      | село    | Кенегез                       | ↘827             | Красногорский сельский совет    | Красногорское сельское поселение      |
| 34 | Королёво         | село    | Коджалар                      | ↘104             | Красногорский сельский совет    | Красногорское сельское поселение      |
| 35 | Ленинское        | село    | Петровское                    | ↘1671            | Ленинский сельский совет        | Ленинское сельское поселение          |
| 36 | Фонтан           | село    |                               | ↘209             | Ленинский сельский совет        | Ленинское сельское поселение          |
| 37 | Луговое          | село    | Агибель                       | ↘906             | Луговской сельский совет        | Луговское сельское поселение          |
| 38 | Ерофеево         | село    | Минарели-Шибань               | ↘129             | Луговской сельский совет        | Луговское сельское поселение          |
| 39 | Марфовка         | село    | Даут-Эли (до сер.XIX в.)      | ↘713             | Марфовский сельский совет       | Марфовское сельское поселение         |
| 40 | Новосёловка      | село    | Чубуртма-Сарт (до кон.XIX в.) | ↘29              | Марфовский сельский совет       | Марфовское сельское поселение         |
| 41 | Прудниково       | село    |                               | ↘6               | Марфовский сельский совет       | Марфовское сельское поселение         |
| 42 | Марьевка         | село    |                               | ↘591             | Марьевский сельский совет       | Марьевское сельское поселение         |
| 43 | Борисовка        | село    | Суин-Эли                      | ↘10              | Марьевский сельский совет       | Марьевское сельское поселение         |
| 44 | Вязниково        | село    | Шейх-Асан                     | ↘49              | Марьевский сельский совет       | Марьевское сельское поселение         |
| 45 | Пташкино         | село    | Джелькеджи-Эли                | ↘23              | Марьевский сельский совет       | Марьевское сельское поселение         |
| 46 | Мысовое          | село    | Казан-Тип                     | ↘429             | Мысовской сельский совет        | Мысовское сельское поселение          |
| 47 | Азовское         | село    |                               | ↘41              | Мысовской сельский совет        | Мысовское сельское поселение          |
| 48 | Заводское        | село    | Красный Кут                   | ↘211             | Мысовской сельский совет        | Мысовское сельское поселение          |
| 49 | Семёновка        | село    | Китен                         | ↘280             | Мысовской сельский совет        | Мысовское сельское поселение          |
| 50 | Новониколаевка   | село    |                               | ↘1030            | Новониколаевский сельский совет | Новониколаевское сельское поселение   |
| 51 | Октябрьское      | село    | Джанабат (до 1920-х)          | ↘1253            | Октябрьский сельский совет      | Октябрьское сельское поселение        |
| 52 | Останино         | село    | Ойсул                         | ↘1327            | Останинский сельский совет      | Останинское сельское поселение        |
| 53 | Зелёный Яр       | село    | Ташлы-Яр                      | ↘34              | Останинский сельский совет      | Останинское сельское поселение        |
| 54 | Песочное         | село    | Мескечи                       | ↘156             | Останинский сельский совет      | Останинское сельское поселение        |
| 55 | Приозёрное       | село    | Чюрюбаш                       | ↗3088            | Приозёрновский сельский совет   | Приозёрновское сельское поселение     |
| 56 | Семисотка        | село    | Сув-Агар (до сер.XIX в.)      | ↘1583            | Семисотский сельский совет      | Семисотское сельское поселение        |
| 57 | Каменское        | село    | Акманай                       | ↘254             | Семисотский сельский совет      | Семисотское сельское поселение        |
| 58 | Львово           | село    | Джан-Тору                     | ↘5               | Семисотский сельский совет      | Семисотское сельское поселение        |
| 59 | Петрово          | село    |                               | ↘61              | Семисотский сельский совет      | Семисотское сельское поселение        |
| 60 | Соляное          | село    | Крым-Эли                      | ↗92              | Семисотский сельский совет      | Семисотское сельское поселение        |
| 61 | Фронтовое        | село    | Кой-Асан                      | ↘174             | Семисотский сельский совет      | Семисотское сельское поселение        |
| 62 | Уварово          | село    | Али-Бай, Кият                 | ↘694             | Уваровский сельский совет       | Уваровское сельское поселение         |
| 63 | Челядиново       | село    |                               | ↘785             | Челядиновский сельский совет    | Челядиновское сельское поселение      |
| 64 | Огоньки          | село    |                               | ↘96              | Челядиновский сельский совет    | Челядиновское сельское поселение      |
| 65 | Чистополье       | село    | Дере-Салын                    | ↘1706            | Чистопольский сельский совет    | Чистопольское сельское поселение      |
| 66 | Затишное         | село    |                               | ↘153             | Чистопольский сельский совет    | Чистопольское сельское поселение      |
| 67 | Либкнехтовка     | село    | Кытай (до 1920-х)             | ↘248             | Чистопольский сельский совет    | Чистопольское сельское поселение      |
| 68 | Тасуново         | село    | Кош-Кую                       | ↘14              | Чистопольский сельский совет    | Чистопольское сельское поселение      |

## Символика
Герб и флаг района были утверждены Ленинским районным советом первого (после аннексии Крыма Россией) созыва 23 октября 2015 года. Герб района, согласно этому решению, «представляет собой геральдический шит прямоугольной формы с округленными нижними углами, внизу заостренный по центральной линии прямоугольника. Геральдический щит в верхней части герба увенчан<…> навершием, в виде короны из колосьев и головы подсолнуха, в центре которого изображение герба Крыма<…>. В центральной части щит герба разделен на два равных пространства синего (лазурного) и красного (червлёного) цветов<…> В подножии (нижней части) геральдического щита расположены две волнистые области бирюзового и темно-лазурного цветов<…>. Центральным элементом изображений на щите является представленный на фоне солнца цветков[sic] фиолетового Бессмертника», под которым изображены семь колодцев. В нижней части герба геральдический щит обрамляет композиция из синей ленты с названием района и элементами веточного и растительного орнамента. Флаг района — полотнище с соотношением ширины к длине 2:3, состоящее из трёх горизонтальных полос синего, белого и красного цветов (синяя и красная полосы широкие, белая узкая).

## Социальная сфера

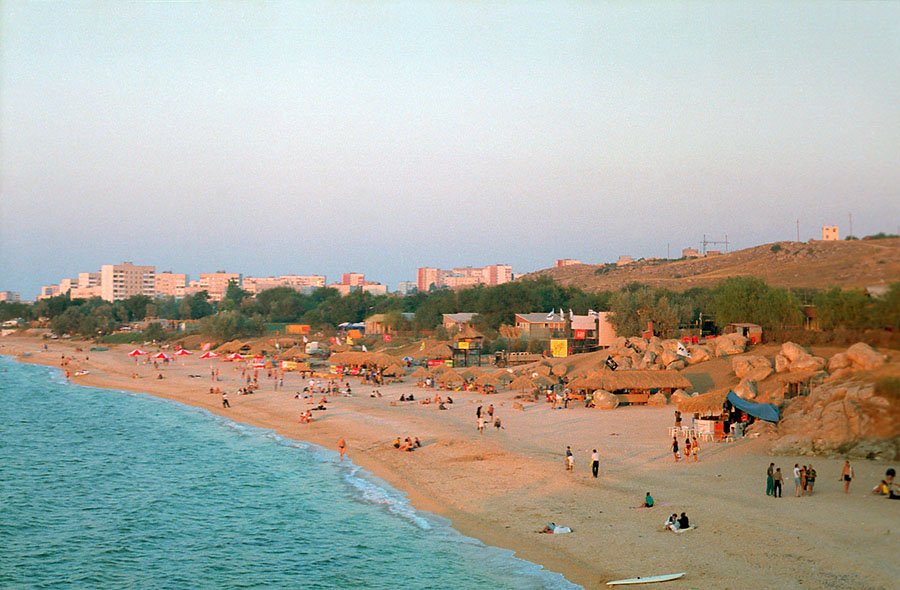
Фестиваль «КаZантип» в Щёлкино в 1998 году

Ныне в районе функционируют 31 общеобразовательная школа, профессионально-техническое училище, экономический лицей; 2 больницы, 12 амбулаторий общей практики семейной медицины, 34 фельдшерско-акушерских пункта; 25 домов культуры, 6 клубов, 34 библиотеки, школа искусств, 2 музыкальных школы, 3 спортивных федерации, 3 спортивных клуба, 2 ДЮСШ. В районе работают: Музей истории Ленинского района, этнографический музей, 8 школьных музеев; четыре отделения банков. Зарегистрированы 10 мусульманских и 19 православных религиозных объединений. На территории района расположены: 4 пансионата, 36 баз отдыха, 6 детских оздоровительных лагерей.
В районе расположены 5 рекреационных зон: Арабатская стрелка, Казантипский залив, озеро Чокрак, гора Опук, мыс Чауда. Созданы 2 природных заповедника: Казантипский и Опукский.

## Памятники
Памятники архитектуры:
- Арабатская крепость (XIII—XVII ст.),
- Арабатская оборонительная полоса (XVI—XVII ст.).

Памятники археологии:
- Узунларский-Аккосов вал (IV-III вв. до н. э.),
- курган Темир-Гора (VII в. до н. э.) - единичное скифское погребение
- городище Савроматий (II—III вв. н. э.),
- городище Китей (IV в. до н. э. — IV в. н. э.),
- городище Акра (IV в. до н. э. — I в. н. е.),
- городище Шаров-Тепе (I—I в. н. э.),
- городище Илурат (VI-III вв. н. э.),
- поселение Золотое (VI-II вв. до н. э.),
- городище Киммерик (VI в. до н. э. — IV в. н. э.),
- городище Михайловское (I в. до н. э. — IV в. н. э..),
- курган Шаров-Оба, курган Кара-Оба
- поселение Семёновка (III в. до н. э. — III в. н. э.).

В районе установлены 27 памятных знаков в честь погибших односельчан в годы Второй мировой войны и 1 памятный знак землякам воинам-интернационалистам.